# Новоперуново
Новоперуново — село в Тальменском районе Алтайского края. Административный центр Новоперуновского сельсовета.

## История
В 1928 году состояло из 498 хозяйств, основное население — русские. В административном отношении являлось центром Новоперуновского сельсовета Тальменского района Барнаульского округа Сибирского края.

## Население
| 1926  | 1997  | 1998  | 1999  | 2000  | 2001  |
| ----- | ----- | ----- | ----- | ----- | ----- |
| 2681  | ↘2024 | ↗2050 | ↘2037 | ↘1981 | ↗1987 |
| 2002  | 2003  | 2004  | 2005  | 2006  | 2007  |
| ↘1918 | ↘1897 | ↘1880 | ↘1867 | ↘1856 | ↘1853 |
| 2008  | 2009  | 2010  | 2011  | 2012  | 2013  |
| ↗1961 | ↘1954 | ↘1895 | ↘1887 | ↘1862 | ↗1865 |

Национальный состав
Согласно результатам переписи 2002 года, в национальной структуре населения русские составляли 87 %.